# Estación de Caudiel
Caudiel es una estación ferroviaria situada en el municipio español homónimo en la provincia de Castellón, Comunidad Valenciana. Pertenece a la red de Adif. Forma parte de la línea C-5 de Cercanías Valencia.

## Situación ferroviaria
La estación está situada en el punto kilométrico 218,1 de la línea férrea de ancho ibérico Zaragoza-Sagunto entre las estaciones de Barracas y Jérica-Viver, a 616,60 metros de altitud. El kilometraje se corresponde con el histórico trazado entre Calatayud y Valencia, tomando la primera como punto de partida. El tramo es de vía única y está sin electrificar.

## Historia
La estación fue puesta en funcionamiento el 29 de diciembre de 1899 con la apertura del tramo Barracas-Jérica de la línea que pretendía unir Calatayud con Valencia. Las obras corrieron a cargo de la Compañía del Ferrocarril Central de Aragón. En 1941, con la nacionalización de la totalidad de la red ferroviaria la estación pasó a ser gestionada por RENFE. En 1958 la estación ya estaba integrada en el servicio de Cercanías de Valencia, formando parte de la línea Mora de Rubielos-Valencia. Desde el 1 de enero de 2005, con la extinción de la antigua RENFE, Adif es la titular de las instalaciones.

## La estación
El edificio de viajeros es de una sola planta y presenta disposición lateral a la via. Consta de dos andenes, uno lateral al que accede la vía directa y un andén central al que acceden dos vías derivadas.

## Servicios ferroviarios

### Cercanías
Forma parte de la línea C-5 de Cercanías Valencia, siendo la terminal norte de la línea.
| procedencia/destino | < estación   | Línea |
| ------------------- | ------------ | ----- |
| Valencia-Norte      | Jérica-Viver |       |

### Media distancia
En la estación se detiene un MD de la serie 599 de Renfe que une Zaragoza con Valencia. En sentido contrario prolonga el viaje hasta Huesca.
| Línea | Trenes | Origen/Destino           |  | Destino/Origen |
| ----- | ------ | ------------------------ |  | -------------- |
| 49    | MD     | Zaragoza-Delicias Huesca |  | Valencia-Norte |